# Polyrhachis aedipus
Polyrhachis aedipus é uma espécie de formiga do gênero Polyrhachis, pertencente à subfamília Formicinae.